# Banka Slovenije
A Banka Slovenije (magyarul Szlovénia Bankja) a Szlovén Köztársaság központi bankja. A központi bankok – vagy más néven jegybankok – fő feladatai elsősorban a monetáris politika vitele, az árstabilitás fenntartása, a pénzügyi rendszer stabilitásának biztosítása, és sok ország esetében a devizatartalékok kezelése. A Banka Slovenije felelt az egykori szlovén nemzeti valuta, a szlovén tolár stabilitásáért, egészen annak 2006. december 31-i megszűnéséig. 2007. január 1-jétől Szlovénia hivatalos fizetőeszköze az euró. Az eurózóna központi bankja az Európai Központi Bank, így a Banka Slovenije szerepköre jelentősen csökkenni fog. A Bank tagja a Központi Bankok Európai Rendszerének (KBER). Székhelye Ljubljanában van, fiókintézményei néhány nagyvárosban működnek.

## Története
A Banka Slovenije megalapítására 1991. június 25-én került sor, nem sokkal a Szlovén Köztársaság Jugoszláviától való függetlenségének kikiáltása után. A jugoszláv dinárt felváltandó, 1991. október 8-án vezették be a szlovén tolárt, eleinte csak szükségpénz formájában. Az első valódi tolárbankjegyek 1992-ben jelentek meg. A tolár 14 éves, rövidke élete során nem történt változás annak külalakjában, egyetlen bankjegysort használtak.
A Banka Slovenije 2004. június 28-án rögzítette (pénzügyi szaknyelven peggelte) a tolár árfolyamát az euróhoz. A hivatalos árfolyamot 1 euró = 239,640 tolárban rögzítették.